# Conofeeder 200
Der Conofeeder 200, aufgrund der Namensgebung der Schiffe teilweise auch als Heere-Klasse bezeichnet, ist ein Mehrzweckfrachtschiffstyp.

## Geschichte
Der Schiffstyp wurde von Conoship International in Groningen entworfen. Entwickelt wurde der Schiffstyp für den Einsatz als Containerfeederschiff. Er kann aber auch für den Transport anderer Ladungsarten genutzt werden.
Von dem Schiffstyp wurden insgesamt acht Einheiten gebaut. Zunächst waren zwei Schiffe bestellt. Der Auftrag wurde wiederholt um weitere Schiffe ergänzt. Die ersten sechs Einheiten entstanden auf der Werft Tille Scheepsbouw in Kootstertille, die letzten beiden Einheiten wurden auf der Werft Frisian Shipyard in Harlingen gebaut. Alle Schiffe wurden für die niederländische Reederei Armawa Shipping and Trading gebaut. Zwischen 2003 und 2005 wurden die Schiffe von Armawa Shipping & Trading verkauft.

## Beschreibung
Die Schiffe werden von einem Viertakt-Sechszylinder-Dieselmotor mit 1800 kW Leistung angetrieben, der über ein Untersetzungsgetriebe auf einen Festpropeller wirkt. Die von Tille Scheepsbouw gebauten Schiffe sind mit einem von Stork gebauten Wärtsilä-Dieselmotor des Typs 6SW28, die von Frisian Shipyard gebauten Schiffe mit einem Wärtsilä-Dieselmotor des Typs 6R32 ausgestattet. Für die Stromversorgung stehen zwei Aggregate zur Verfügung, die jeweils aus einem Scania-Dieselmotor (Typ: DS1169M) mit 230 kW Leistung und einem Stamford-Generator (Typ: HCM-434C) mit 238 kVA Scheinleistung bestehen. Das Notstromaggregat besteht aus einem Valmet-Dieselmotor (Typ: 420DSG) mit 80 kW Leistung, der einen Stamford-Generator (Typ: UCM224G) mit 63 kVA Scheinleistung antreibt. Die Schiffe sind mit einem Bugstrahlruder mit 220 kW Leistung ausgestattet.
Der Laderaum ist 61,88 m lang, 10,80 m breit und 5,99 m hoch. Er ist auf fast der gesamten Länge boxenförmig, lediglich im vorderen Bereich verjüngt er sich etwas. Die Schiffe sind zur Unterteilung des Laderaums mit zwei Schotten ausgestattet, die an sechs Positionen errichtet werden können. Der Laderaum ist mit einem aus acht Paneelen bestehenden, hydraulisch betriebenen Faltlukendeckel verschlossen, von denen je vier nach vorne bzw. hinten geöffnet werden können. Die Tankdecke kann mit 12 t/m² belastet werden. Vor dem Laderaum befindet sich ein Wellenbrecher zum Schutz von Decksladung vor überkommendem Wasser.
Die Containerkapazität der Schiffe beträgt 205 TEU. Im Raum finden 72 TEU, an Deck 133 TEU Platz. Im Raum können zwei Lagen übereinander und bis zu fünf Container nebeneinander, an Deck bis zu drei Lagen übereinander und fünf Container nebeneinander geladen werden. Im Raum können neben 20- und 40-Fuß-Containern auch 30-Fuß-Container geladen werden. Das maximale Gewicht pro Stapel beträgt im Raum 50 t für 20- und 30-Fuß-Container und 60 t für 40-Fuß-Container und an Deck 30 t für 20-Fuß-Container bzw. 45 t für 40-Fuß-Container. Für Kühlcontainer stehen 20 Anschlüsse zur Verfügung.
Das Deckshaus mit fünf Decks befindet sich im hinteren Bereich der Schiffe. An Bord ist Platz für acht Besatzungsmitglieder, die in Einzelkabinen untergebracht werden. Die Mindestbesatzungsstärke beträgt sechs Personen.
Der Rumpf der Schiffe ist eisverstärkt (Eisklasse 1D).

## Schiffe
| Conofeeder 200                                 | Conofeeder 200      | Conofeeder 200 | Conofeeder 200                                     | Conofeeder 200 |
| Bauname                                        | Bauwerft/ Baunummer | IMO-Nummer     | Kiellegung Stapellauf Ablieferung                  | Umbenennungen und Verbleib                                                                                                   |
| ---------------------------------------------- | ------------------- | -------------- | -------------------------------------------------- | --- |
| Heereborg                                      | Tille/308           | 9118006        | Februar 1995 26. August 1995 20. November 1995     | 1995: Bermuda Islander, 1999: Heereborg, 2004: Alette, 2005: Seawheel Venture, 2008: Anne, 2018: Wilson Mistral, 2020: Meric |
| Heereplein                                     | Tille/309           | 9118018        | April 1995 21. Dezember 1995 24. Februar 1996      | 1999: Batavier VIII, 2000: Heereplein, 2003: Orion, 2017: Charlotte                                                          |
| Heereweg                                       | Tille/310           | 9142655        | 5. Oktober 1995 13. April 1996 25. Mai 1996        | 1996: Lys Viking, 2000: Heereweg, 2004: Oostvoorne, 2004: Happy Hopper, 2004: Oostvoorne, 2015: Sara Regina                  |
| Heeresingel                                    | Tille/311           | 9142667        | Februar 1996 30. August 1996 25. Oktober 1996      | 1996: Lys Rover, 2000: Heeresingel, 2004: Westvoorne, 2016: Babun Express                                                    |
| Heerepoort                                     | Tille/314           | 9163570        | 21. August 1996 21. Februar 1997 5. April 1997     | 1997: Lys Ranger, 2000: Heeresport, 2004 Umbau zum Zementfrachter: Capo Nero                                                 |
| Heerestraat                                    | Tille/315           | 9163582        | 20. Dezember 1996 27. Juni 1997 11. September 1997 | 2004: Jetstream, 2005: Seawheel Express, 2008: Kristin D, 2018: Wilson Monsoon                                               |
| Heerebrug                                      | Frisian/510         | 9196228        | 20. Mai 1998 11. November 1998 8. Januar 1999      | 2000: Vento di Garbi, 2003: Heerebrug, 2004: Seawheel Merchant, 2008: Rockanje, 2014: Pepin Express                          |
| Heeredwinger                                   | Frisian/511         | 9196230        | 26. Juni 1998 27. Februar 1999 26. März 1999       | 2004: Seawheel Trader, 2005: Habib Express, 2020: Belen                                                                      |
| Daten: Stichting Maritiem-Historische Databank |                     |                |                                                    | |